# Gyromitra
Gyromitra  es un género de hongos en la familia Discinaceae. El género posee 18 especies de ascomicetos.

## Especies
El género consiste de las siguientes especies:
- Gyromitra ambigua
- Gyromitra anthracobia
- Gyromitra brunnea
- Gyromitra bubakii
- Gyromitra californica
- Gyromitra caroliniana
- Gyromitra esculenta (Pers.) Fr. (1849)
- Gyromitra fastigiata
- Gyromitra gigas
  - Gyromitra korfii
  - Gyromitra montana
- Gyromitra infula
- Gyromitra leucoxantha
- Gyromitra perlata
- Gyromitra tasmanica
- Gyromitra antarctica